# Distichocera fuliginosa
Distichocera fuliginosa är en skalbaggsart som beskrevs av Blanchard 1832. Distichocera fuliginosa ingår i släktet Distichocera och familjen långhorningar. Inga underarter finns listade i Catalogue of Life.